# ジョバンニ・シメオネ
ジョバンニ・パブロ・シメオネ・バルディーニ（Giovanni Pablo Simeone Baldini, 1995年7月5日 - ）は、アルゼンチン・ブエノスアイレス出身のイタリア系アルゼンチン人サッカー選手。トリノFC所属。ポジションはFW。
父親は元アルゼンチン代表で、現アトレティコ・マドリード監督のディエゴ・シメオネ。弟にジャンルカ・シメオネ、ジュリアーノ・シメオネがいる。父親にちなんで「チョリート」 (El Cholito) のニックネームを持つ。

## 経歴
CAリーベル・プレートのユースチームでキャリアをスタートさせ、2013年8月4日、クラブ・デ・ヒムナシア・イ・エスグリマ・ラ・プラタ戦でデビューを果たした。9月8日、CAティグレ戦でプロ初ゴールを記録した。2015年7月6日、CAバンフィエルドへレンタル移籍した。
2016年8月18日、イタリアのジェノアCFCに移籍した。9月25日、デルフィーノ・ペスカーラ1936戦で移籍後初得点を記録すると、シーズン中12ゴールを挙げる活躍を見せた。
父が監督を務めるアトレティコからの関心を引く中、2017年8月16日、ACFフィオレンティーナと5年契約で移籍した。同シーズンの4月29日ナポリ戦で初ハットトリックを達成した。同シーズンはセリエA自己最多の14ゴールを記録し、エースストライカーの地位を確保した。
2018-19シーズンは昨シーズンの好調から一転して6ゴールにとどまった。
2019年8月30日、エースが負傷中のカリアリ・カルチョに買取義務付きのレンタルで移籍した。11月10日、古巣のフィオレンティーナ戦ではゴールを挙げ、5-2の大勝に貢献した。
2021年8月26日、買取オプション付きの期限付き移籍でエラス・ヴェローナFCに加入。
シーズン終了後にエラス・ヴェローナは買取オプションを行使したが、8月18日にSSCナポリへの買取オプション付きの期限付き移籍が発表された。
2023年6月15日、ナポリに完全移籍で加入した。
2025年7月8日、トリノFCに一定の条件を満たした場合に完全移籍に移行する買取義務付きローンで加入した。契約期間はローン期間も含めて2028年6月30日までとなり、1年延長オプションも付帯している。

## 代表歴
U-19アルゼンチン代表として2015年に南米ユース選手権に出場し9得点を記録し、チームを優勝に導き自身も得点王を獲得した。同年にニュージーランドで開催された2015 FIFA U-20ワールドカップではグループリーグで敗退したが、U-20ガーナ代表戦で1得点を決めた。
2016年8月、U-23アルゼンチン代表に選出され、ブラジルで開催されたリオデジャネイロオリンピックではスーパーサブとして3試合に出場したが、チームはグループリーグで敗退した。
2018年9月アルゼンチンA代表に選出され、グアテマラとの親善試合に先発出場し。A代表で初ゴールを決めた。

## タイトル

### クラブ
リーベル・プレート
- プリメーラ・ディビシオン：2014F
- コパ・カンピオナート：2014
- コパ・スダメリカーナ：2014

ナポリ
- セリエA：2022-23

### 代表
U-20アルゼンチン代表
- 南米ユース選手権：2015